# Erik Hurtado
Erik Hurtado (Fredericksburg, 15 novembre 1990) è un calciatore statunitense, attaccante svincolato.

## Carriera
Erik Hurtado viene selezionato al SuperDraft del 2013 dai canadesi del Vancouver Whitecaps. Durante la sua prima stagione colleziona 15 presenze in campionato mentre esordisce nella stagione successiva trovando la prima rete da professionista alla prima giornata di campionato contro il Columbus Crew.
Il 7 agosto 2015 viene ceduto ai norvegesi del Mjøndalen con la formula del prestito fino al termine della stagione.
Il 31 dicembre 2015, terminato il prestito, fa ritorno in Canada.
Il 14 dicembre 2018 viene acquistato dallo Sporting K.C. A causa di un infortunio esordisce a metà stagione riuscendo a collezionare in totale 16 presenze e tre reti, giocando tre di queste partite in Champions League. La stagione seguente trova spazio in 15 occasioni a cui si aggiungono due presenze collezionate nella fase playoff
Il 16 febbraio 2021, rimasto svincolato, passa al CF Montréal con cui firma un contratto di un anno, con un'opzione per un altro; ma l'8 luglio seguente, a seguito del suo rifiuto di eseguire il vaccino anti COVID-19, viene ceduto al Columbus Crew per 200 000 dollari.

## Statistiche

### Presenze e reti nei club
Statistiche aggiornate al 3 ottobre 2021.
| Stagione                    | Club                        | Campionato                  | Campionato | Campionato | Coppe nazionali | Coppe nazionali | Coppe nazionali | Coppe continentali | Coppe continentali | Coppe continentali | Supercoppe | Supercoppe | Supercoppe | Totale | Totale |
| Stagione                    | Club                        | Comp                        | Pres       | Reti       | Comp            | Pres            | Reti            | Comp               | Pres               | Reti               | Comp       | Pres       | Reti       | Pres   | Reti   |
| --------------------------- | --------------------------- | --------------------------- | ---------- | ---------- | --------------- | --------------- | --------------- | ------------------ | ------------------ | ------------------ | ---------- | ---------- | ---------- | ------ | ------ |
| 2013                        | Vancouver Whitecaps         | MLS                         | 15         | 0          | CC              | 2               | 0               | -                  | -                  | -                  | -          | -          | -          | 17     | 0      |
| 2014                        | Vancouver Whitecaps         | MLS                         | 31         | 6          | CC              | 2               | 1               | -                  | -                  | -                  | -          | -          | -          | 33     | 7      |
| gen.-ago. 2015              | Vancouver Whitecaps         | MLS                         | 9          | 0          | CC              | 1               | 0               | CCL                | 1                  | 0                  | -          | -          | -          | 11     | 0      |
| gen.-ago. 2015              | Vancouver Whitecaps II      | USL                         | 2          | 0          | -               | -               | -               | -                  | -                  | -                  | -          | -          | -          | 2      | 0      |
| ago.-dic. 2015              | Mjøndalen                   | ES                          | 11         | 1          | CN              | 1               | 0               | -                  | -                  | -                  | -          | -          | -          | 12     | 1      |
| 2016                        | Vancouver Whitecaps         | MLS                         | 24         | 2          | CC              | 4               | 0               | CCL                | 1                  | 0                  | -          | -          | -          | 29     | 2      |
| 2017                        | Vancouver Whitecaps         | MLS                         | 15         | 3          | CC              | -               | -               | CCL                | 4                  | 2                  | -          | -          | -          | 19     | 5      |
| 2018                        | Vancouver Whitecaps         | MLS                         | 12         | 2          | CC              | 3               | 1               |                    | -                  | -                  | -          | -          | -          | 15     | 3      |
| Totale Van. Whitecaps       | Totale Van. Whitecaps       | Totale Van. Whitecaps       | 106        | 8          |                 | 13              | 2               |                    | 5                  | 2                  |            | -          | -          | 124    | 12     |
| 2019                        | Sporting K.C.               | MLS                         | 13         | 2          | USOC            | -               | -               | CCL                | 3                  | 0                  | -          | -          | -          | 16     | 2      |
| 2020                        | Sporting K.C.               | MLS                         | 17         | 5          |                 | -               | -               |                    | -                  | -                  | -          | -          | -          | 17     | 5      |
| Totale Sporting Kansas City | Totale Sporting Kansas City | Totale Sporting Kansas City | 30         | 7          |                 | -               | -               |                    | 3                  | 0                  |            | -          | -          | 33     | 7      |
| feb.-lug. 2021              | CF Montréal                 | MLS                         | 7          | 0          | CC              | -               | -               |                    | -                  | -                  | -          | -          | -          | 7      | 0      |
| lug. 2021-                  | Columbus Crew               | MLS                         | 9          | 0          | -               | -               | -               |                    | -                  | -                  | CC         | -          | -          | 9      | 0      |
| Totale                      | Totale                      | Totale                      | 170        | 21         |                 | 13              | 2               |                    | 8                  | 2                  |            | -          | -          | 191    | 25     |

## Palmarès

### Club

#### Competizioni internazionali
- Campeones Cup: 1

Columbus Crew: 2021